# Rollback-Politik
Rollback (englisch „zurückrollen“, „zurückdrängen“) ist der Begriff für die während des Kalten Kriegs von den USA bekundete Absicht, den Einfluss der „demokratischen und freien westlichen Welt auszuweiten“ und denjenigen der Sowjetunion in den von ihr bereits kontrollierten Gebieten und Staaten zu beseitigen. Die unter dem amerikanischen Außenminister John Foster Dulles (1953 – 1959, unter Dwight D. Eisenhower) entwickelte Strategie für das Rollback beruhte auf dem bis zum Sputnik-Schock anhaltenden Vertrauen in die eigene nukleare Überlegenheit. Sie beinhaltete auch die Risikobereitschaft zu bewaffneten Auseinandersetzungen. Die Idee eines notwendigen Rollbacks ergab sich aus der Unzufriedenheit mit der Containment-Politik, die die Installation sozialistischer Regierungen in Mittel- und Osteuropa sowie in Asien nicht aufgehalten hatte. Das Rollback wurde allerdings nie in eine zusammenhängende Politik umgesetzt, da das nukleare Patt jede direkte Konfrontation zwischen den beiden Supermächten verhinderte und vielmehr zu Stellvertreterkriegen in der Dritten Welt führte.
Unter dem Einfluss konservativer Denkfabriken begann das Rollback in den 1980er Jahren wieder verstärkt die Außenpolitik der USA zu beeinflussen. Als Teil der Reagan-Doktrin wurden antikommunistische Guerilla-Bewegungen finanziert, bewaffnet sowie logistisch und technisch unterstützt, um pro-sowjetische oder sozialistische Regierungen zu stürzen, so besonders in Afghanistan, Angola und Nicaragua. Diese Maßnahmen geschahen oft in Form verdeckter Operationen (Iran-Contra-Affäre); die unbeabsichtigten Folgen dieser Politik und die wegen ihrer unbekannten Ursachen von der Öffentlichkeit nicht verstandenen Gegenreaktionen haben in Anlehnung an das Rollback die Bezeichnung Blowback erhalten.